# Булак (Зерендинський район)
Була́к (каз. Бұлақ) — село у складі Зерендинського району Акмолинської області Казахстану. Входить до складу Сімферопольського сільського округу.
Населення — 143 особи (2021; 230 у 2009, 292 у 1999, 281 у 1989).
Національний склад станом на 1989 рік:
- казахи — 100 %.